# Aeroportul Yoshkar-Ola
Aeroportul Yoshkar-Ola (IATA: JOK, ICAO: UWKJ) este un aeroport din Mari El, Rusia ce deservește zona Ioșkar-Ola. Aeroportul a fost tranzitat în 2021 de 22.649 de pasageri. A fost numit după zona deservită.
Situat la o altitudine de 106 m, aeroportul dispune de 1 pistă.

## Infrastructură

### Piste
Aeroportul dispune de o singură pistă. Pista are orientarea 16L/34R. 